# Triatlon under sommer-OL 2020 - Triatlon (mixed)
Mixed stafet blev arrangeret i Odaiba Marine Park den 31. juli 2021.
Det var første gang øvelsen var på det olympiske program.

## Resultater
| Nr.                              | Nation                    | Udøvere                                                                  | Svømning | cykling | Løb   | Total tid | Diff  |
| -------------------------------- | ------------------------- | ------------------------------------------------------------------------ | -------- | ------- | ----- | --------- | ----- |
| 1                                | Storbritannien            | Jessica Learmonth Jonathan Brownlee Georgia Taylor-Brown Alex Yee        | 16:13    | 39:57   | 23:14 | 1:23:41   | __    |
| 2. plads, sølvmedaljemodtager(e) | USA                       | Katie Zaferes Kevin McDowell Taylor Knibb Morgan Pearson                 | 16:28    | 39:26   | 23:31 | 1:23:55   | +0:14 |
| 3                                | Frankrig                  | Léonie Périault Dorian Coninx Cassandre Beaugrand Vincent Luis           | 16:35    | 39:51   | 23:21 | 1:24:04   | +0:23 |
| 4                                | Holland                   | Rachel Klamer Marco Van Der Stel Maya Kingma Jorik Van Egdom             | 16:27    | 39:44   | 23:50 | 1:24:34   | +0:53 |
| 5                                | Belgien                   | Claire Michel Marten Van Riel Valérie Barthelemy Jelle Geens             | 16:25    | 39:57   | 23:51 | 1:24:36   | +0:55 |
| 6                                | Tyskland                  | Laura Lindemann Jonas Schomburg Anabel Knoll Justus Nieschlag            | 16:26    | 39:53   | 23:59 | 1:24:40   | +0:59 |
| 7                                | Schweiz                   | Jolanda Annen Andrea Salvisberg Nicola Spirig Max Studer                 | 16:36    | 40:17   | 24:03 | 1:25:27   | +1:46 |
| 8                                | Italien                   | Verena Steinhauser Gianluca Pozzatti Alice Betto Delian Stateff          | 16:33    | 40:46   | 24:38 | 1:26:23   | +2:42 |
| 9                                | Australien                | Ashleigh Gentle Matthew Hauser Emma Jeffcoat Jacob Birtwhistle           | 16:27    | 41:16   | 24:19 | 1:26:27   | +2:46 |
| 10                               | Spanien                   | Anna Godoy Fernando Alarza Miriam Casillas Mario Mola                    | 16:29    | 41:10   | 24:24 | 1:26:31   | +2:50 |
| 11                               | Ungarn                    | Zsanett Bragmayer Bence Bicsák Zsófia Kovács Tamás Tóth                  | 16:43    | 41:11   | 24:14 | 1:26:43   | +3:02 |
| 12                               | New Zealand               | Ainsley Thorpe Tayler Reid Nicole van der Kaay Hayden Wilde              | 16:47    | 40:39   | 24:56 | 1:26:53   | +3:12 |
| 13                               | Japan                     | Yuko Takahashi Kenji Nener Niina Kishimoto Makoto Odakura                | 16:38    | 40:48   | 25:10 | 1:27:02   | +3:21 |
| 14                               | Ruslands Olympiske Komité | Alexandra Razarenova Dmitry Polyanski Anastasia Gorbunova Igor Polyanski | 16:23    | 41:11   | 25:02 | 1:27:13   | +3:32 |
| 15                               | Canada                    | Amélie Kretz Matthew Sharpe Joanna Brown Alexis Lepage                   | 16:40    | 40:36   | 25:23 | 1:27:21   | +3:40 |
| 16                               | Mexico                    | Cecilia Pérez Crisanto Grajales Claudia Rivas Irving Pérez               | 16:38    | 41:32   | 25:59 | 1:28:53   | +5:12 |
| 17                               | Østrig                    | Julia Hauser Alois Knabl Lisa Perterer Lukas Hollaus                     |          |         |       |           | DNS   |